# Кімболл (округ, Небраска)
Шаблон:StateAbbr_ 41°12′ пн. ш. 103°43′ зх. д. / 41.2° пн. ш. 103.71° зх. д.
Округ Кімболл (англ. Kimball County) — округ (графство) у штаті Небраска, США. Ідентифікатор округу 31105.

## Історія
Округ утворений 1888 року.

## Демографія
За даними перепису 
2000 року 
загальне населення округу становило 4089 осіб, зокрема міського населення було 2570, а сільського — 1519.
Серед мешканців округу чоловіків було 1998, а жінок — 2091. В окрузі було 1727 домогосподарств, 1136 родин, які мешкали в 1972 будинках.
Середній розмір родини становив 2,89.
Віковий розподіл населення поданий у таблиці:
| Стать    | До 15 років | 15-21 | 22-29 | 30-39 | 40-49 | 50-65 | 65-85 | Понад 85 |
| -------- | ----------- | ----- | ----- | ----- | ----- | ----- | ----- | -------- |
| Чоловіки | 422         | 182   | 128   | 234   | 311   | 354   | 336   | 31       |
| Жінки    | 396         | 165   | 110   | 248   | 292   | 387   | 415   | 78       |

## Суміжні округи
- Беннер — північ
- Шаєнн — схід
- Логан, Колорадо — південний схід
- Велд, Колорадо — південний захід
- Ларамі, Вайомінг — захід

## Виноски
1. ↑  US Decennial Census. US Census Bureau. Архів оригіналу за 26 квітня 2015. Процитовано 8 грудня 2014.
2. ↑  Historical Census Browser. University of Virginia Library. Архів оригіналу за 11 серпня 2012. Процитовано 8 грудня 2014.
3. ↑  Population of Counties by Decennial Census: 1900 to 1990. US Census Bureau. Архів оригіналу за 27 квітня 2015. Процитовано 8 грудня 2014.
4. ↑  Census 2000 PHC-T-4. Ranking Tables for Counties: 1990 and 2000 (PDF). US Census Bureau. Архів оригіналу (PDF) за 18 грудня 2014. Процитовано 8 грудня 2014.
5. ↑  State & County QuickFacts. US Census Bureau. Архів оригіналу за 7 червня 2011. Процитовано 21 вересня 2013.(англ.) Наведено за англійською вікіпедією.
6. ↑  American FactFinder. Бюро перепису населення США. Архів оригіналу за 29 липня 2011. Процитовано 31 січня 2008.

| США | Це незавершена стаття з географії США. Ви можете допомогти проєкту, виправивши або дописавши її. |